# Rijnestein
Rijnestein is een voormalig kasteel en ridderhofstad in Nieuwegein in de Nederlandse provincie Utrecht.

## Geschiedenis
Het bouwjaar van het kasteel is onbekend. De eerste betrouwbare vermelding dateert uit 1392: dan wordt Gerrit van Rijn door de heer van Vianen met het huis beleend. Het kasteel zou nog tot 1661 leenroerig blijven aan de Heerlijkheid Vianen. In 1398 werd Gerrit samen met Willem van den Rhyn t'Utrecht genoemd als leenman van de graaf van Holland. In 1440 kwam het kasteel in handen van Wouter van Mathenesse. Zijn zoon Adriaan droeg het kasteel in 1469 weer over aan Jan van Renesse van Baer, wiens nazaten het kasteel tot 1606 in bezit hielden. In dat jaar weigerde de erfgenaam het kasteel over te nemen vanwege de schulden van zijn vader, waarna Rijnestein in handen van Anton van Utenhove kwam. Na diverse keren verkocht te zijn, kreeg Sigismund van Heyden het kasteel in 1762 in bezit, en hij voegde de naam Rijnestein aan zijn eigen familienaam toe. Via Sigismund Jacques van Heiden Reinestein ging het goed over naar zijn dochter, die trouwde met een lid van de familie De Milly. Hun kinderen droegen voortaan de naam De Milly van Heiden Reinestein. Het landgoed werd daarna in delen verkocht. Het kasteel zelf was in ieder geval in 1779 al verdwenen.

## Beschrijving
Over de bouwgeschiedenis is weinig bekend. In 1481 raakte het kasteel in ieder geval door brand beschadigd in de strijd tussen de stad Utrecht en de bisschop. De tekening van Roelant Roghman uit 1646/1647 geeft aan dat het kasteel uit drie elementen bestond: een rechthoekige frontvleugel, een blokvormig achterhuis en daartussen een verbindingsdeel. Het achterhuis en het verbindingsdeel lijken uit de 16e eeuw te stammen, terwijl de frontvleugel uit het tweede kwart van de 17e eeuw dateert. Uit 18e-eeuwse tekeningen komt naar voren dat de frontvleugel en het verbindingsdeel later een extra verdieping hadden gekregen.
Naast het kasteel stonden een dienstgebouw en een duiventil. Ook was er sprake van een losstaande toren met een traptorentje er aan vast: mogelijk was dit het poortgebouw.
Onbekend is wanneer het kasteel is afgebroken, maar in 1779 blijkt er geen kasteel meer te staan.
Omstreeks 1963 zijn de grachten gedempt. Even ten westen van het kasteelterrein staat nu een boerderij met de naam Rijnestein. Het kasteelterrein zelf ligt onder het viaduct van de Rijksweg A2. Onderzoek heeft uitgewezen dat er nog resten van de kasteelfundamenten aanwezig zijn. 
Kasteel Ter Aa (Breukelen) ·
Aastein ·
Slot Abcoude ·
Amaliastein ·
Nieuw-Amelisweerd ·
Oud-Amelisweerd ·
Kasteel Amerongen ·
Kasteel Batestein (Harmelen) ·
Kasteel Batestein (Vianen) · 
De Beest ·
Bergestein ·
Beverweerd ·
Blasenburg ·
Blikkenburg ·
Blommesteyn ·
Bolenstein ·
Bolsweerd ·
Bottestein ·
Kasteel Broekhuizen ·
Bruinenburg ·
Huis Cammingha ·
Clarenborg ·
Coelhorst ·
De Batau ·
Dompselaer ·
Huis Doorn ·
Drakenburg (kasteel) ·
Drakensteyn ·
Kasteel Duurstede ·
Huis Ter Eem ·
Eijkelenburg ·
Emmickhuizen ·
Den Engh ·
Essenstein ·
Everstein (Everdingen) ·
Everstein (Jutphaas) ·
Den Eyck ·
Galesloot ·
Kasteel Geerestein ·
Gildenborgh ·
Kasteel Ten Goye ·
Grauwert ·
Grijpestein ·
Groenestein (Langbroek) ·
Kasteel Groeneveld (Baarn) ·
Groenewoude (Woudenberg) ·
Gunterstein ·
Kasteel de Haar ·
Kasteel Hagestein ·
Hamtoren ·
Kasteel Hardenbroek ·
Huis Harmelen ·
Ridderhofstad Heemstede ·
Kasteel Heemstede ·
Heimenberg ·
Heimerstein ·
Huis Herlaar ·
Ter Heul ·
Heulestein ·
Hindersteyn ·
Kasteel Ter Horst (Achterberg) ·
Isselt ·
Kasteel IJsselstein ·
Jagenstein ·
Kersbergen ·
Killestein ·
Kronenburg (kasteel) ·
Kasteel Levendaal ·
Lichtenberg (Woudenberg) ·
Lievendaal (Amerongen) ·
Landgoed Linschoten ·
Kasteel Linschoten ·
Lockhorst ·
Kasteel Loenersloot ·
Kasteel Lunenburg ·
Huis Maarsbergen ·
Marckenburg ·
Ter Meer ·
Ter Mey (Haarzuilens) ·
Huis te Mijdrecht ·
Huis te Mijnden ·
Kasteel Moersbergen ·
Kasteel Montfoort ·
Natewisch ·
Te Nesse ·
Kasteel Nijenrode ·
Nijenstein ·
Nijeveld ·
Noordwijk (Langbroek) ·
Huis te Oosterwijk ·
Oostwaard (Utrecht) ·
Op de Bol ·
Oud-Broekhuizen ·
Ridderhofstad Oudaan ·
Huis Oudegein ·
Oudenhorst ·
Plettenburg (kasteel) ·
Huis De Polle ·
Prattenburg ·
Kasteel Putkop ·
Randenbroek (park) ·
Remmerstein ·
Kasteel Renswoude ·
Rhijnauwen ·
Kasteel Rhijnestein ·
Huis Riebeek ·
Kasteel Rijnenburg ·
Rijnestein ·
Rijneveld ·
Kasteel Rijnhuizen ·
Rijningen ·
Huis Rijnsweerd ·
Rijpickerwaard · 
Kasteel Rijsenburg ·
De Roetert ·
Rumelaar ·
Kasteel Ruwiel ·
Royestein ·
Kasteel Sandenburg ·
Kasteel Schalkwijk ·
Kasteel Schonauwen ·
Schurenburg ·
Snaafburg ·
Snellenburg ·
Paleis Soestdijk ·
Steenhuis (Lopik) ·
Kasteel Sterkenburg ·
Stormerdijk ·
Landgoed Stoutenburg ·
Ten Massche ·
Valkenburg (Rhenen) ·
Huis te Velde ·
Kasteel Veldenstein ·
Hofstede te Vliet ·
Huis te Vleuten ·
Huis te Vliet (Lopik) ·
Huis te Vliet (Oudewater) ·
Vogelpoel ·
Huis te Voorn ·
Vredelant ·
Vronestein ·
Vuijlcop ·
Kasteel Walenburg ·
Wayenstein (Amerongen) ·
Kasteel Weerdenburg ·
Weerdesteyn ·
Weerestein ·
Hof ter Weyde ·
Wickenburgh ·
Wijnestein ·
Wiltenburg (Utrecht) ·
Kasteel van Woerden ·
Huis Woudenberg ·
Huis te Woudenberg (I) ·
Huis te Woudenberg (II) ·
Wulven ·
Kasteel Oud-Wulven ·
Wulvenhorst ·
Slot Zeist ·
Kasteel Zuilenburg ·
Zuileveld ·
Slot Zuylen ·
Huis Zuylenstein